# 杨守岳
杨守岳（？—），男，浙江余姚人，中华人民共和国政治人物，曾任贵州省交通厅厅长，贵州省人大常委会副主任。